# خان العسل
خان العسل قرية في منطقة جبل سمعان في محافظة حلب في سوريا. تقع في الأطراف الجنوبية الغربية لمدينة حلب تخضع تحت سيطرة الثوار المجاهدين وقد تم تحريرها في 28/11/2024